# بلدة بينغهام (مقاطعة كلينتون)
بينغهام، مقاطعة كلينتون (بالإنجليزية: Bingham Township, Clinton County, Michigan)‏ هي بلدة تقع بولاية ميشيغان في الولايات المتحدة. تبلغ مساحتها 83.8 (كم²)، وترتفع عن سطح البحر 228 م، بلغ عدد سكانها 2776 نسمة في عام تعداد الولايات المتحدة 2000 حسب إحصاء مكتب تعداد الولايات المتحدة وتصل الكثافة السكانية فيها 33.1 نسمة/كم2.

## وصلات خارجية
- The US50 - Cities and Towns in Michigan State
- Michigan Cities and Towns, Facts, Map, Flag, Colleges, Government, and More